# DB금융센터
DB금융센터(영어: DB Finance Building)는 대한민국 서울특별시 강남구 대치동에 위치한 오피스 빌딩이다. 높이는 154m, 지상 35층으로 되어있다. 1993년 1월 4일에 착공하여 2001년 12월 31일에 완공되었고 2002년 1월에 개장했다. 용도는 업무시설이다. 지상 35층, 지하 7층이다.

## 역사
1993년 1월 4일에 착공하였다. 2000년 동부금융센터타워가 대치동에 들어선다. 2001년 12월 말이나 2002년 2월이나 2002년 3월에 완공할 예정이었다. 2000년 12월 8일에 상량식이 있었다. 2001년 12월 31일에 완공하였고 2002년 1월에 개장했다. 5월 28일에 사용이 승인되었다. 2017년 11월 1일까지 동부금융센터라는 명칭을 사용했고 DB금융센터로 바뀌었다.

## 높이
현재 높이 150m이다. 완공 전후에는 152m라고 하지만 지금은 높이가 150m이다. 지상 34층의 포스코빌딩(34층, 151m)보다 1개층이 높다고 하지만 지상 31층의 포스코빌딩(31층, 151m)보다 4개층이 높다.

## 특징
대치동에 지어진 금융빌딩이다. 철골조가 있고 인텔리전트 빌딩이다. 건물 구조는 일반철골구조,철골철근콘크리트구조, 철골구조+가새골조다. 은행이 있는 1층, 2층을 제외하고 업무용 공간으로 사용하고 있다. 2017년 DB그룹으로 바뀌고 회사 로고가 바뀌었다. 엘리베이터는 총 13대(일반 12대, 비상용 1대)가 있다. 주차대수는 총 237대 (자주식 237대)다.

## 내부 시설
DB금융센터의 내부 시설이다.
| 층수                | 시설       |
| ------------------- | ---------- |
| 2층 ~ 35층          | 업무시설   |
| 1층                 | 로비       |
| 지하 7층 ~ 지하 1층 | 지하주차장 |

## 갤러리

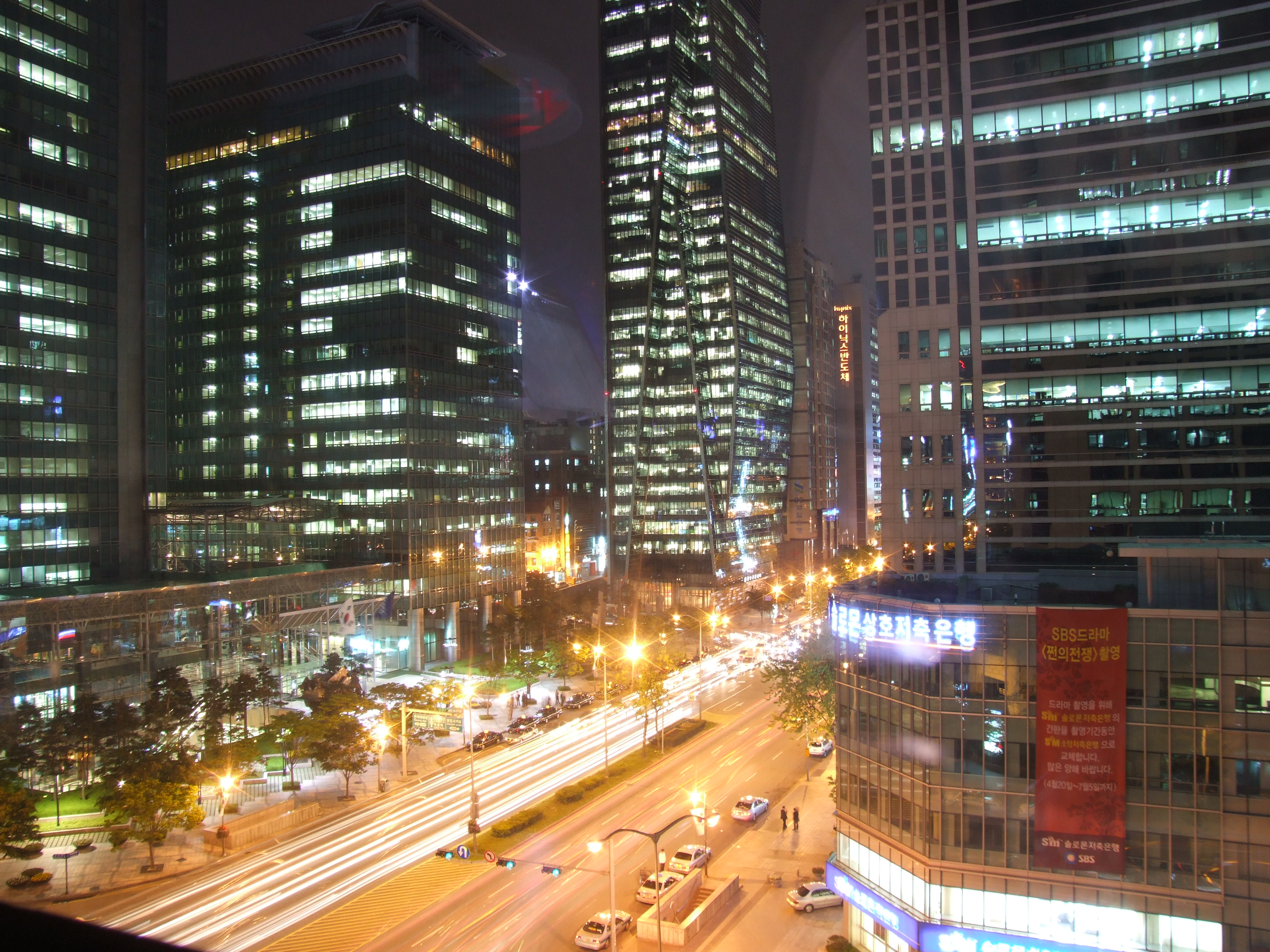
2007년 9월 11일
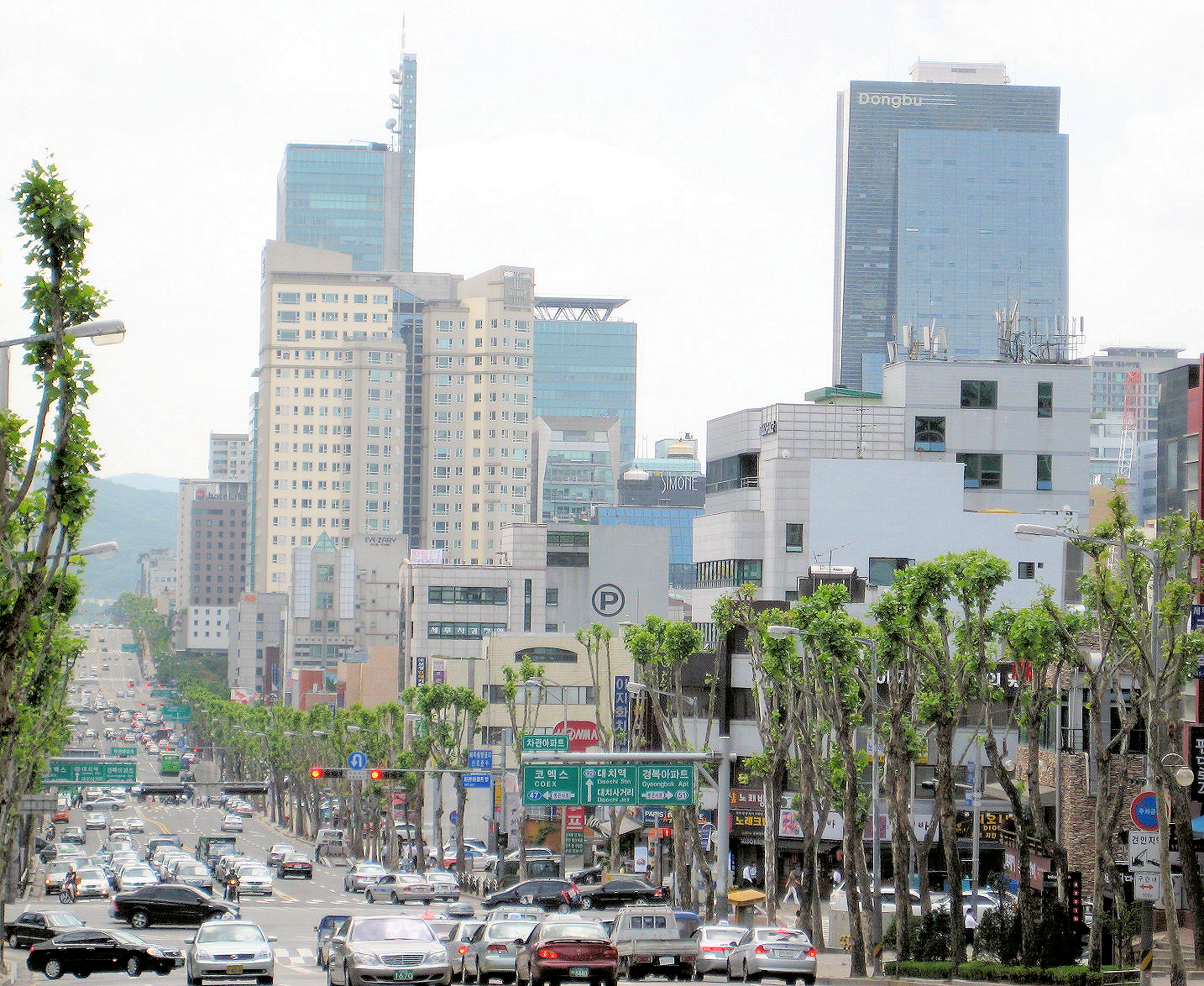
2008년 5월 29일
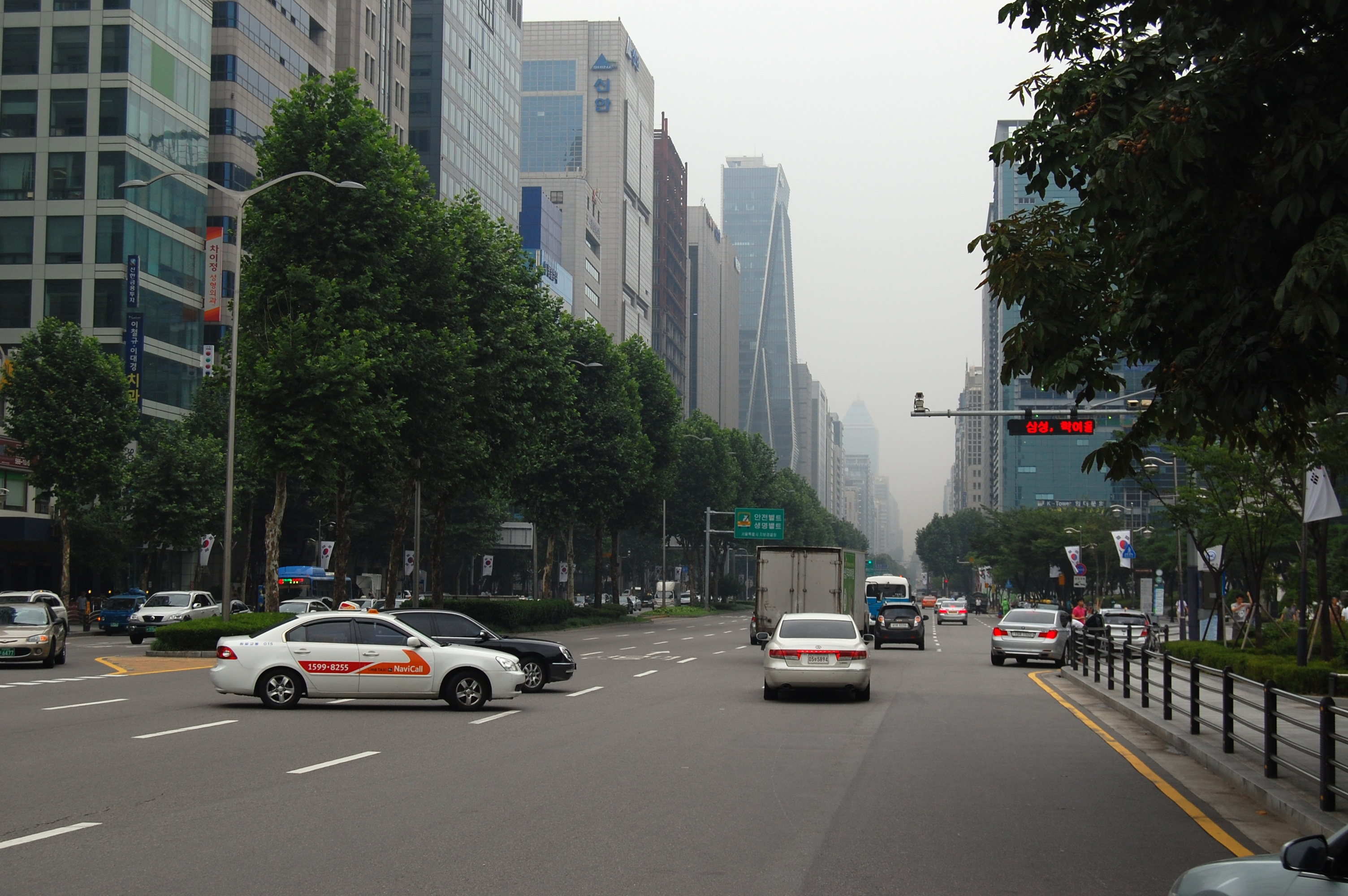
2010년 7월 31일
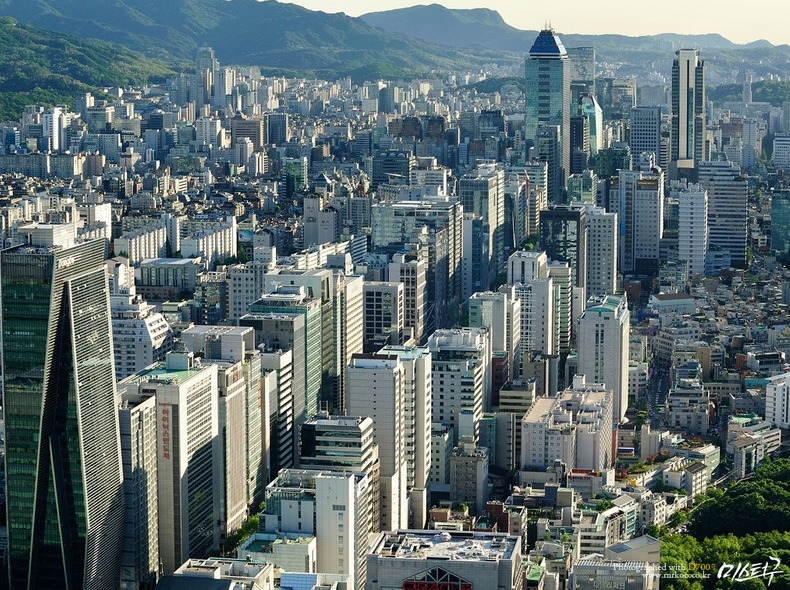
2016년 4월 1일

## 같이 보기
- 서울특별시의 마천루 목록
- 서울 강남구의 마천루 목록